# Меда (жена Филиппа II)
Меда (др.-греч. Μήδα, IV век до н. э.) — жена македонского царя царя Филиппа II.

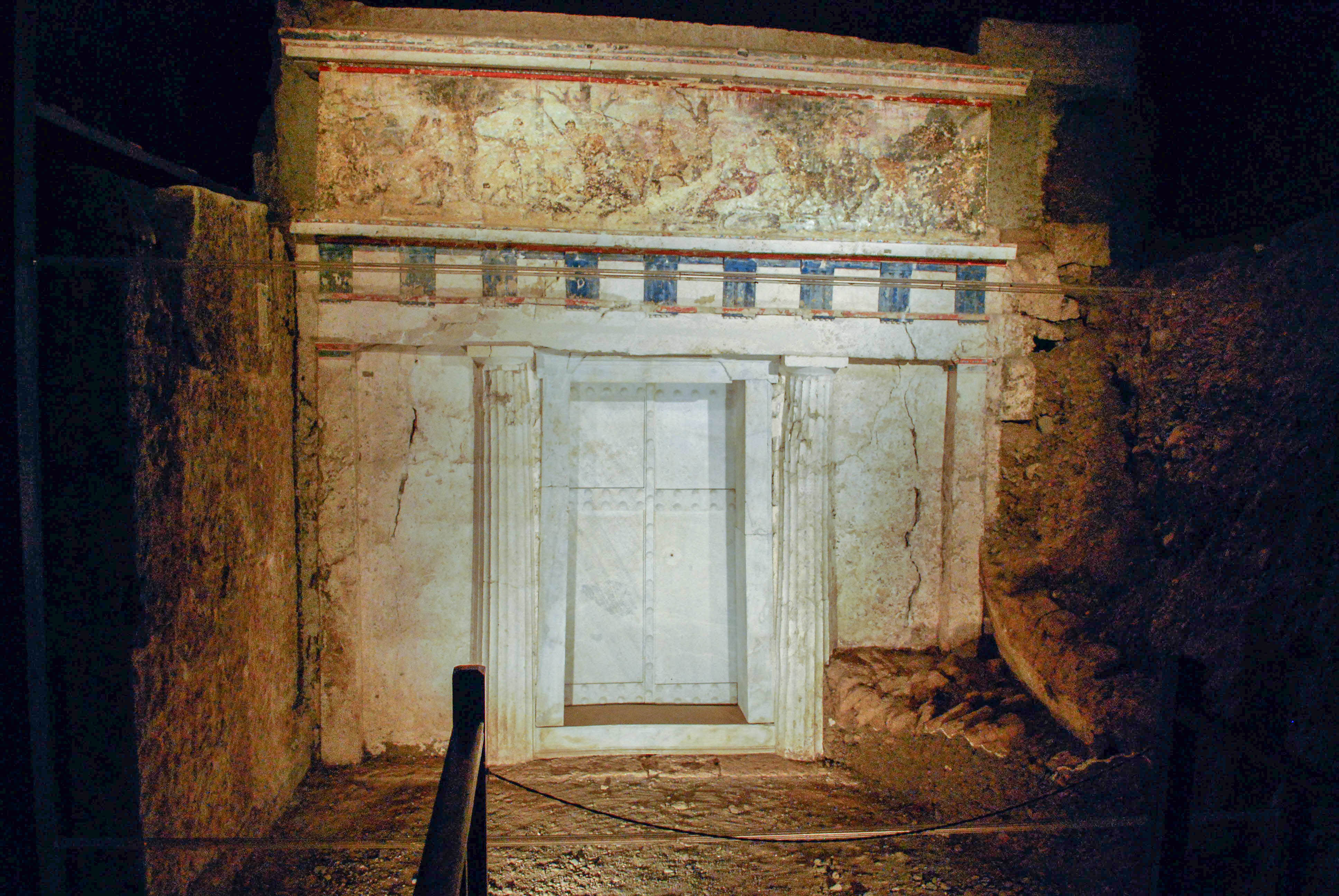
Гробница в Вергине, где, возможно, была похоронена Меда

## Биография
Единственное упоминание Меды содержится у Афинея, который цитировал историка Сатира Перипатетика, при перечислении жён македонского царя Филиппа II. Античный историк писал, что после покорения Фракии к Филиппу II пришёл царь гетов Кофелай с дочерью Медой и большим приданым, а македонский царь «ввёл её в дом второй женой, рядом с Олимпиадой». Историки датируют это событие 342 годом до н. э.
Брак Филиппа II с Медой был политически мотивирован. На тот момент македоняне завершили завоевание Одрисского царства, на северных границах которого располагались владения Кофелая. Союз с гетами лишал фракийцев возможности получить поддержку с севера в случае попытки восстания.
В античных источниках нет упоминаний о детях Филиппа II от Меды. Согласно предположению П. Грина, Меда могла умереть вскоре после свадьбы, либо быть отвергнутой супругом. Э. Кэрни считала данную гипотезу неверной. По её мнению, Меда могла и в случае своей бездетности оставаться жить при македонском царском дворе, пусть и не оказывая самостоятельного политического влияния, так как Филипп II был заинтересован в союзе с её отцом и правителем гетов. Также, по одной из версий, которая не подтверждена какими-либо доказательствами Меда могла быть матерью Карана, сына Филиппа II, который единожды упоминается в античных источниках у Юстина при перечислении казнённых при воцарении Александра Македонского в 336 году до н. э. лиц.
В найденной в Вергине гробнице, в которой предположительно был захоронен Филипп II, были также обнаружены женские останки рядом с которыми лежал колчан со стрелами. Историки высказывали несколько версий относительно принадлежности данного артефакта. По одной из них они могли принадлежать Меде, покончившей с собой после гибели мужа. В связи с этим Э. Кэрни обратила внимание на то, что такой нетривиальный, с точки зрения греков, факт самоубийства вряд ли остался бы незамеченным древними авторами.